# 大拉伯河
48°53′49″N 12°33′37″E / 48.89694°N 12.56028°E
大拉伯河（德语：Große Laber，亦作Große Laaber）是德國的河流，位於巴伐利亞，屬於多瑙河的右支流，河道全長85公里，發源自福爾肯施萬德附近，流經希灵，河口處在施特劳宾。